# 广福镇 (南昌县)
广福镇是中国江西省南昌市南昌县下辖的一个镇。

## 行政区划
广福镇共辖1个居委会和14个行政村，分别是：
广福街社区、广福村、北头村、吴石村、江家村、木山村、荷山村、沙港村、漳溪村、万洲村、宋洲村、潭岗村、官塘村、板湖村和南溪村。

## 交通
- 沪昆铁路：站